# Wat is dat hier, zeg!
 Wat is dat hier, zeg! is het 1ste stripverhaal van Samson en Gert. De reeks werd getekend door striptekenaarsduo Wim Swerts en Jean-Pol. Danny Verbiest, Gert Verhulst en Hans Bourlon namen de scenario's voor hun rekening. De strips werden uitgegeven door Studio 100. Het stripalbum verscheen in 1993.

## Personages
- Samson
- Gert
- Alberto Vermicelli
- Burgemeester Modest
- Octaaf De Bolle
- Marie
- Boer Teun
- Fred Kroket

## Verhalen
Het album bevat de volgende vier verhalen:
1. De walkietalkies
De burgemeester heeft een echte Chinese vaas cadeau gekregen van de slager. Hij brengt ze naar Samson en Gert. Marie is onvoorzichtig, vindt hij. Later komt Alberto met walkietalkies bij Samson en Gert aan en Gert bedenkt een spelletje. Op een moment waarin Octaaf trompet speelt laat Gert zijn walkietalkie in de vaas vallen en kan hij er niet meer bij. Opeens is Alberto opgesloten in het varkenshok van Boer Teun. Bij een misverstand denkt de burgemeester dat Alberto vast zit in de vaas. Want hij hoort zijn stem in de vaas. Nu wil hij de vaas stukslaan. Kan Samson hem nog waarschuwen en is Gert nog net op tijd om Alberto te bevrijden?
2. De dorpskrant
De burgemeester geeft een goedkeuring voor een dorpskrant. Samson en Gert, Alberto en Octaaf moeten journalist zijn. Maar omdat er geen spectaculaire gebeurtenissen zijn in het dorp, bedenkt Octaaf een plannetje. Hij en Alberto zorgen zelf dat er iets spectaculairs gebeurt in het dorp. Maar is dat wel een goed idee?
3. De wielerwedstrijd
In het dorp organiseren de handelaars een wielerwedstrijd. Speciaal voor zijn mama doet Alberto mee en lijkt te gaan winnen. Maar door een ongelukje van Samson lijkt alles te gaan mislukken. Wie zal de beker winnen?
4. De krekel en de mier
Samson en Gert zijn klusjes voor de winter aan het opknappen. Terwijl Alberto lekker lui niets doet. In de krant staat een artikel over een sneeuwstorm en Gert besluit om een voorraad eten te kopen. Later komt Alberto binnen en wil ook eten, maar hij krijgt niets van Gert. Plots zijn onze vrienden ingesneeuwd. De sneeuw komt tot boven het venster. Zal dit goed aflopen en waarom krijgt Alberto niets te eten van Gert?